# Senostoma tenuipes
Senostoma tenuipes là một loài ruồi trong họ Tachinidae.